# Silangkitang (Aek Bilah)
Silangkitang is een bestuurslaag in het regentschap Tapanuli Selatan van de provincie Noord-Sumatra, Indonesië. Silangkitang telt 509 inwoners (volkstelling 2010).